# 统海站
統海站（：／ Tonghae yeok */?）是位于韩国庆尚南道昌原市镇海区余佐洞的一座鐵路站，属于镇海线。

## 历史
- 1961年2月 - 落成使用，车站名称是統制府站。（意指鎮海海軍基地的海軍統制府）
- 1986年4月 - 改为现在名称。

## 相鄰車站
韓國鐵道公社
鎮海線
鎮海－統海